# Martin Gropius

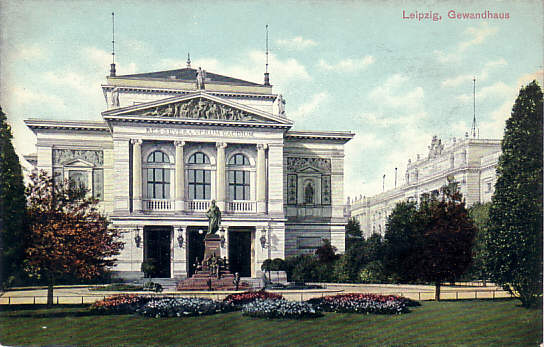
Leipzig Konzerthaus.

Martin Carl Philipp Gropius, född 11 augusti 1824 i Berlin, död 13 december 1880 i Berlin, var en tysk arkitekt. Han var kusin till Karl Wilhelm Gropius och gammelfarbror till Walter Gropius.
Bland Martin Gropius och hans kompanjon Heino Schmiedens alster märks, förutom privatbyggnader, sjukhuset i Friedrichshain i Berlin, universitetet i Kiel (1873-76), Neustadt-Eberswalde sinnessjukhus och främst konstindustrimuseet i Berlin med dess verkningsfulla polykroma utsmyckning. Efter Gropius död uppfördes Konzerthaus i Leipzig (1882-84, förstört 1943-44). Han var även författare inom arkitekturämnet.